# القنب الهندي في بيلاروسيا
القنب الهندي في بيلاروسيا غير قانوني.

## الزراعة
أشار تقرير صدر عام 1996 إلى أن زراعة القنب كانت موجودة في بيلاروس مما يؤدي إلى استخدام الوقود في البلاد؛ وأشار التقرير نفسه إلى أن الحيازة الشخصية للقنب لم تكن غير قانونية في ذلك الوقت. على الرغم من أن إنتاج، واستخدام القنب كان بالفعل غير قانوني في 31 ديسمبر 2016, حظرت بيلاروسيا أيضًا زراعة القنب.[بحاجة لمصدر]